# Ломоносовський сільський округ (імені Габіта Мусрепова район)
Ломоно́совський сільський округ (каз. Ломоносов ауылдық округі, рос. Ломоносовский сельский округ) — адміністративна одиниця у складі району імені Габіта Мусрепова Північноказахстанської області Казахстану. Адміністративний центр — село Ломоносовка.
Населення — 2026 осіб (2021; 2460 у 2009, 3038 у 1999, 3418 у 1989).
Станом на 1989 рік існували Ломоносовська сільська рада (села Ломоносовка, Ломоносовське), Ставропольська сільська рада (село Ставрополка) та Урожайна сільська рада (села Степне, Урожайне). Село Ломоносовське було ліквідовано 2018 року.

## Склад
До складу округу входять такі населені пункти:
| Населений пункт     | Старі назви | Населення, осіб (1989) | Населення, осіб (1999) | Населення, осіб (2009) | Населення, осіб (2021) |
| ------------------- | ----------- | ---------------------- | ---------------------- | ---------------------- | ---------------------- |
| Ломоносовка, село   | -           | 1230                   | 1029                   | 859                    | 687                    |
| Ломоносовське, село | -           | 103                    | 87                     | 32                     | -                      |
| Ставрополка, село   | -           | 875                    | 833                    | 666                    | 571                    |
| Степне, село        | -           | 66                     | 61                     | 75                     | 36                     |
| Урожайне, село      | -           | 1144                   | 1028                   | 828                    | 732                    |